# Nsana Simon
Nsana Simon (Saint-Denis, 11 maart 2000) is een Franse voetballer van Congolese afkomst die doorgaans als middenvelder speelt.

## Carrière
Simon maakte in 2013 de overstap naar de jeugdopleiding van RC Lens. Op 15 april 2017 maakte hij zijn debuut namens RC Lens B in een met 2-1 verloren uitwedstrijd bij FC Fleury 91. Een jaar later tekende de Franse jeugdinternational er zijn eerste profcontract. Op 17 november 2018 maakte hij zijn debuut in het eerste elftal, tijdens een bekerwedstrijd bij US Nogent (0-2 winst) als invaller voor Fabien Centonze in de laatste minuut. Op 1 maart 2021 tekende Simon bij FC St. Gallen een verbintenis tot het einde van het seizoen met de optie voor nog een jaar. Die optie werd niet gelicht, waarna hij in de zomer van 2021 een tweejarig contract tekende bij NK Bravo uit Slovenië.
Na afloop van zijn contract sloot de clubloze middenvelder op proef aan bij VVV-Venlo, waar hij op 28 juli 2023 zijn eerste minuten maakte tijdens een oefenwedstrijd tegen ADO Den Haag (1-1). Anderhalve week later vertrok hij weer uit Venlo, nadat zijn komst financieel niet haalbaar bleek.

## Statistieken

#### Beloften
| 2016/17                            | RC Lens B       | Championnat National 2 | 5  | 0 | 5  | 0 |
| 2017/18                            | RC Lens B       | Championnat National 2 | 24 | 3 | 24 | 3 |
| 2018/19                            | RC Lens B       | Championnat National 2 | 19 | 1 | 19 | 1 |
| 2019/20                            | RC Lens B       | Championnat National 2 | 11 | 0 | 11 | 0 |
| Totaal beloften                    | Totaal beloften | Totaal beloften        | 59 | 4 | 59 | 4 |
| Bijgewerkt tot en met 28 juli 2023 |                 |                        |    |   |    |   |

#### Senioren
| Seizoen                              | Club            | Competitie      | Competitie | Competitie | Beker | Beker | Overig1 | Overig1 | Totaal | Totaal |
| Seizoen                              | Club            | Competitie      | Wed.       | Dlp.       | Wed.  | Dlp.  | Wed.    | Dlp.    | Wed.   | Dlp.   |
| ------------------------------------ | --------------- | --------------- | ---------- | ---------- | ----- | ----- | ------- | ------- | ------ | ------ |
| 2018/19                              | RC Lens         | Ligue 2         | 0          | 0          | 1     | 0     | 0       | 0       | 1      | 0      |
| 2019/20                              | RC Lens         | Ligue 2         | 0          | 0          | 0     | 0     | 0       | 0       | 0      | 0      |
| 2020/21                              | FC St. Gallen   | Super League    | 2          | 0          | 0     | 0     | 0       | 0       | 2      | 0      |
| 2021/22                              | NK Bravo        | Prva Liga       | 30         | 1          | 3     | 0     | —       | —       | 33     | 1      |
| 2022/23                              | NK Bravo        | Prva Liga       | 28         | 2          | 2     | 0     | —       | —       | 30     | 2      |
| 2023/24                              | Sakaryaspor     | TFF 1. Lig      | 8          | 0          | 1     | 0     | —       | —       | 9      | 0      |
| Totaal senioren                      | Totaal senioren | Totaal senioren | 68         | 3          | 7     | 0     | 0       | 0       | 75     | 3      |
| Carrièretotaal                       | Carrièretotaal  | Carrièretotaal  | 127        | 7          | 7     | 0     | 0       | 0       | 134    | 7      |
| Bijgewerkt tot en met 7 januari 2024 |                 |                 |            |            |       |       |         |         |        |        |

1Overige officiële wedstrijden, te weten Coupe de la Ligue en play-off.